# 慈江道
慈江道（朝鲜语：／ Jagang do */?），是朝鲜民主主义人民共和国西北部的行政区划，取慈城、江界各一字而得名。1949年从平安北道分离。人口1,216,057人（1993年）。道政府所在江界市。管辖3市15郡235里65洞17劳动地区。

## 自然地理
面積約1.69萬平方公里，北方与中国的吉林省之通化市隔鸭绿江相望，东方与两江道和咸镜南道，南方与平安南道，西方与平安北道接壤，東部為狼林山脉，西為其支脈形成的低山區。禿魯江及忠滿江自東向西北流，注入鴨綠江。气候主要为大陸性温带季风氣候。原為狩獵、採伐木材區，1994年金日成去世後數年由饑荒所導致的死亡不計其數，慈江道和兩江道都是饑荒重災區。

### 生态
五佳山原始林：位於和坪郡的佳林里，面積有601.7公頃，植物品種有730種，其中有5種被列入為自然保護物。 
- 海松：高25公呎，周長5.1公呎，樹冠直徑8公呎。
- 紅豆杉：高16公呎，周長3.7公呎，樹冠直徑7公呎，隔年結果，紅豆杉有1000多年樹齡。
- 椴樹：在1430年間自然生長。高26公呎，周長9公呎，樹冠直徑23公呎，樹高約9公呎之處，有2公呎粗的樹杈。
- 央土里的榆樹：產於楚山郡，於1680年間種植。樹高25米，周長5.8公呎，樹冠直徑26公呎，在樹高1.3公呎之處，長出兩棵樹杈，有多個樹杈，樹冠為傘狀。

## 政治

### 历任党委责任书记
- 姜峰训

## 工業
以水力發電廠、機械加工業、開採礦山、森林採伐為主。在「古豐郡」及「東新郡」有鉛礦和鋅礦。在「和坪郡」有石墨礦。北韩政府在此道设立很多军事工厂。道内交通要通行证。

## 農業
道内大部分是山林，加之冬期严寒，农业生产很少。 耕地佔全慈江道的總面積約7%，種植玉米、大麥、粟、煙葉及亞麻等。沿山地的南坡設有果園。山區畜牧業發達。

## 行政区划
- 市：江界市、滿浦市、熙川市

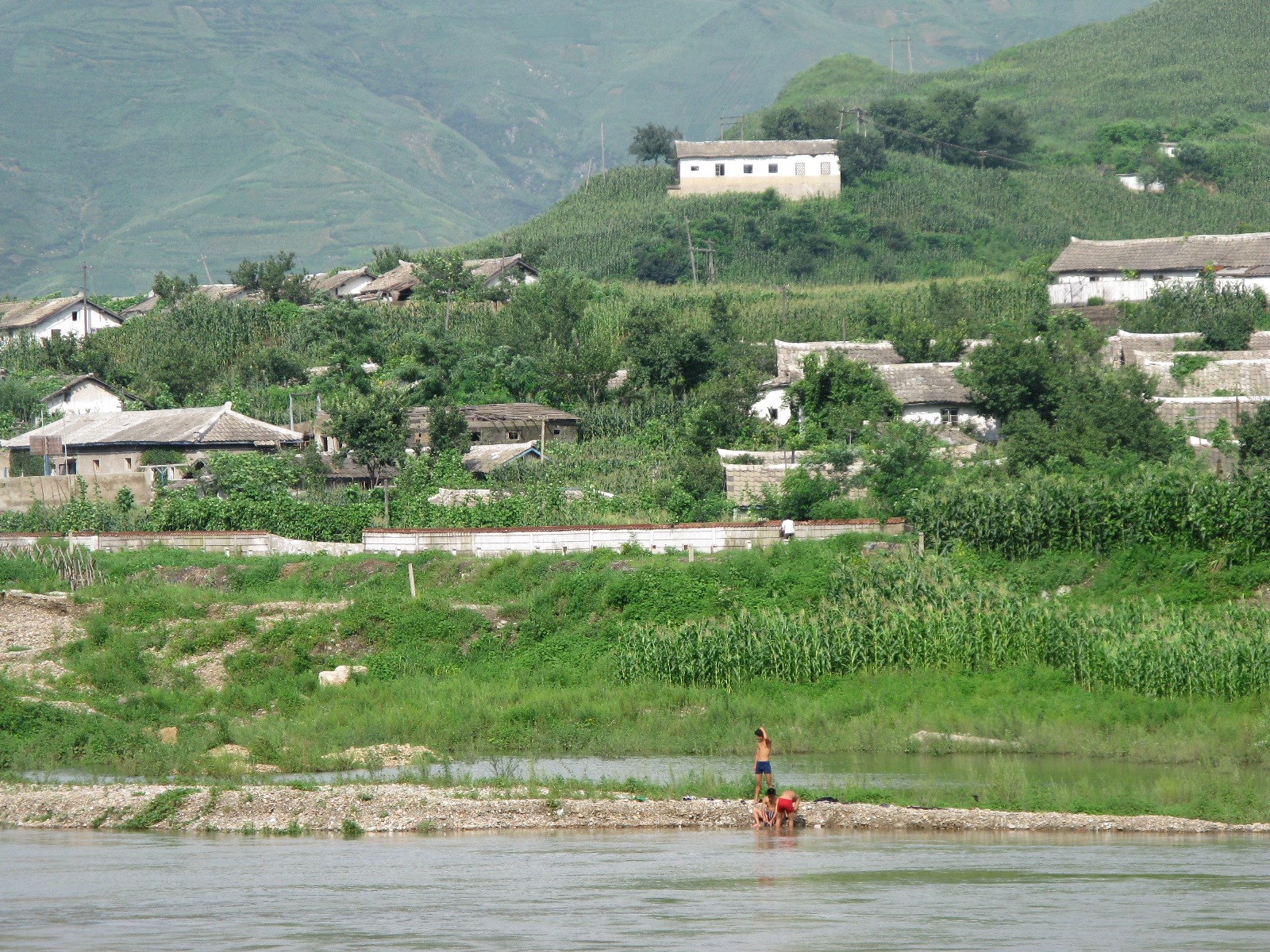
滿浦市農村

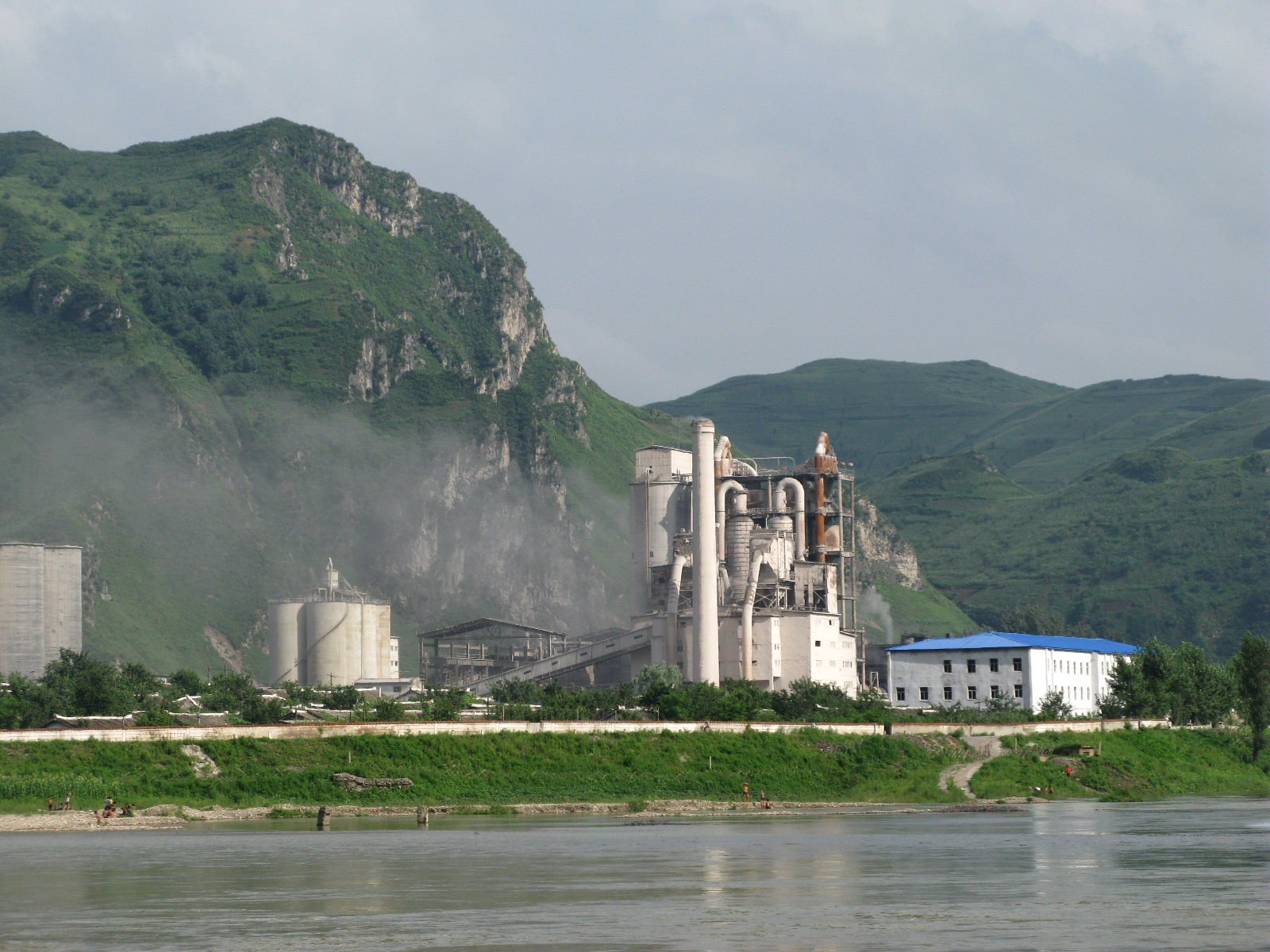
發電廠

- 郡：长江郡、和坪郡、狼林郡、时中郡、慈城郡、中江郡、渭原郡、楚山郡、雩时郡、古丰郡、松源郡、城干郡、前川郡、东新郡、龙林郡、香山郡

## 觀光熱點
- 圓明寺：位於熙川市的「柳中里」
- 洗劍亭：位於滿浦市的鴨綠江畔，面向中國

## 高等院校
- 朝鮮國防大學 (又名：江界國防大學)
- 江界輕工業大學
- 江界醫科大學
- 江界第一師範大學
- 江界農林大學
- 江界工業大學
- 熙川工業大學
- 熙川遞信大學